# Chung Nam-sik
Chung Nam-sik (Gimje, 16 de fevereiro de 1917 - 5 de abril de 2005) foi um futebolista e treinador sul-coreano que atuava como atacante.

## Carreira
Chung Nam-sik fez parte do elenco da Seleção Sul-Coreana de Futebol, de 1946 a 1954, com destaque nas participações nas Olimpíadas de 1948, e da Copa do Mundo de 1954.
Nasceu em 16 de fevereiro de 1917, na cidade de Gimje, província de Jeolla do Norte. Atuou como jogador pela Universidade da Coreia (então chamada Escola Profissional Bosung), além de defender clubes como Joseon Jeonup, Joseon Bangjik e a equipe do Exército de Inteligência de Incheon.
Em 1946, estreou como jogador da seleção sul-coreana e, em 6 de julho de 1948, marcou quatro gols na primeira partida oficial da equipe nacional, contra Hong Kong, tornando-se o primeiro jogador da história da Coreia do Sul a registrar um hat-trick em um jogo oficial.
No mesmo ano, participou dos Jogos Olímpicos de Verão de 1948, realizados em Londres, e marcou um gol na vitória por 5 a 3 contra o México, contribuindo para a classificação da equipe às quartas de final.
Nas eliminatórias asiáticas para a Copa do Mundo da FIFA de 1954, contra o Japão, Jeong marcou seu segundo hat-trick em jogos oficiais após uma partida amistosa contra Hong Kong, ajudando a Coreia do Sul a conquistar a sua primeira classificação para uma Copa do Mundo. Ainda naquele ano, participou dos Jogos Asiáticos de 1954, contribuindo com gols para a conquista da medalha de prata da equipe.
Após encerrar sua carreira de jogador no mesmo ano, assumiu em julho de 1959 o cargo de técnico da seleção sul-coreana. Como treinador, levou o time à conquista do título da Copa Merdeka, em 1965.
Entre 1994 e 1997, presidiu a Associação dos Veteranos do Futebol Coreano. A partir de 1994, integrou também o comitê organizador e a comissão de candidatura da Coreia do Sul para a Copa do Mundo FIFA de 2002, sendo homenageado com uma placa de reconhecimento especial na cerimônia do 70º aniversário da fundação da Associação de Futebol da Coreia, em 2003.
Jeong faleceu em 5 de abril de 2005, aos 89 anos de idade. Seu funeral foi realizado com honras especiais, sob a forma de um “funeral esportivo”.